# Hannah Beachler
Hannah Beachler (Centerville, 14 agosto 1970) è una scenografa statunitense.

## Biografia
Cresciuta a Centerville, in Ohio, Hannah Beachler ha frequentato l'Università di Cincinnati, dove ha studiato fashion design. Dopo aver studiato cinema alla Wright State University, si specializza in scenografia, lavorando nel suo primo film Quarantena 2 nel 2011.
Dal 2013 diventa collaboratrice del regista Ryan Coogler, iniziando a lavorare con lui a partire dal film Prossima fermata Fruitvale Station, proseguendo fino a film di successo come Creed - Nato per combattere e Black Panther, per il quale riceve il suo primo Oscar alla migliore scenografia insieme a Jay Hart.

## Filmografia
- Quarantena 2 (Quarantine 2: Terminal), regia di John Pogue (2011)
- Seconds Apart, regia di Antonio Negret (2011)
- Husk, regia di Brett Simmons (2011)
- Fertile Ground, regia di Adam Gierasch (2011)
- Prossima fermata Fruitvale Station (Fruitvale Station), regia di Ryan Coogler (2013)
- La città che aveva paura (The Town That Dreaded Sundown), regia di Alfonso Gomez-Rejon (2014)
- Zipper, regia di Mora Stephens (2015)
- Miles Ahead, regia di Don Cheadle (2015)
- Creed - Nato per combattere (Creed), regia di Ryan Coogler (2015)
- Moonlight, regia di Barry Jenkins (2016)
- Black Panther, regia di Ryan Coogler (2018)
- Cattive acque (Dark Waters), regia di Todd Haynes (2019)
- Black Is King, registi vari (2020)
- No Sudden Move, regia di Steven Soderbergh (2021)
- Black Panther: Wakanda Forever, regia di Ryan Coogler (2022)
- Renaissance: a film by Beyoncé, regia di Beyoncé Knowles (2023)
- I peccatori, regia di Ryan Coogler (2025)

## Riconoscimenti
- Premio Oscar
  - 2019 - Miglior scenografia per Black Panther

- Emmy Awards
  - 2016 - Candidatura alla miglior scenografia per una varietà, saggistica, evento o premio speciale per Lemonade

- Black Reel Awards
  - 2019 - Miglior scenografia per Black Panther
  - 2023 - Miglior scenografia per Black Panther:Wakanda Forever

- Critics' Choice Awards
  - 2019 - Miglior scenografia per Black Panther
  - 2023 - Candidatura alla miglior scenografia per Black Panther:Wakanda Forever

- Saturn Awards
  - 2018 - Miglior scenografia per Black Panther